# 极北鲵属
极北鲵属（Salamandrella）是有尾目小鲵科的一属动物。

## 種類
- 极北鲵（Salamandrella keyserlingii）
- 远东极北鲵（Salamandrella tridactyla）